# Кем (річка, Карелія)
Кем (рос. Кемь) — річка в Російській Федерації, що протікає на півночі Республіки Карелія. Впадає у Біле море. Довжина — 191 км  (з Чирка-Кем'ю — понад 410 км), площа водозабірного басейну — 27 700 км².
Джерелом річки вважають витік з озера Нижнє Куйто. Верхня течія розташована у Фінляндії, де річка має назву Піста. Впадає у протоку Західна Соловецька Салма Білого моря двома гирлами. Ширина у гирлі — понад 200 м. Глибина рідко більше 3 м. У гирлі річки знаходиться місто Кем. Судноплавна від гирла до міста Кем, далі багато порогів: Авні (разове скидання близько 4 метрів), Мальвікія, Острівний, Подужемський.
Живлення річки дощове і снігове. Середньорічна витрата води за 18 км від гирла 275 м³/сек. Замерзає зазвичай у листопаді, розкривається у першій половині травня.
Основні притоки: справа — Чирка-Кем, Охта; зліва — Кепа, Шомба.
На річці є Кемський каскад, у складі: 
- Юшкозерська ГЕС (1971—1980, 18 MW)
- Білопорозька ГЕС (1992—1999, 130 MW)
- Кривопорозька ГЕС (1977—1991, 180 MW)
- Подужемська ГЕС (1968—1971, 48 MW)
- Путкінська ГЕС (1962—1967, 84 MW)

## Посилання

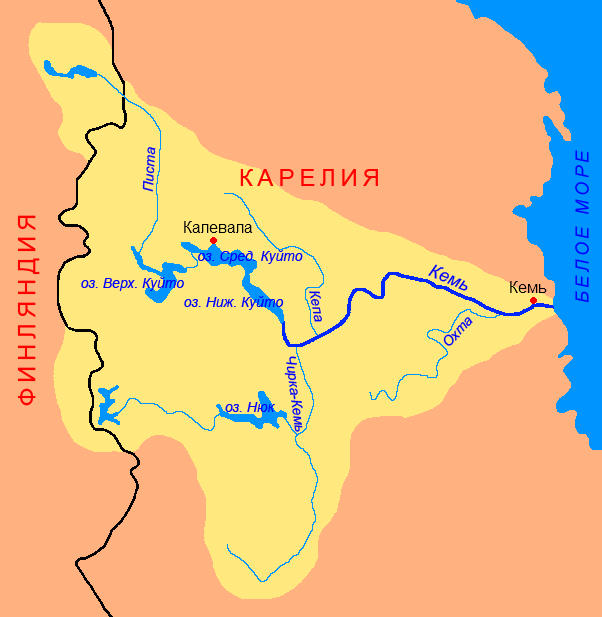
Басейн річки Кем
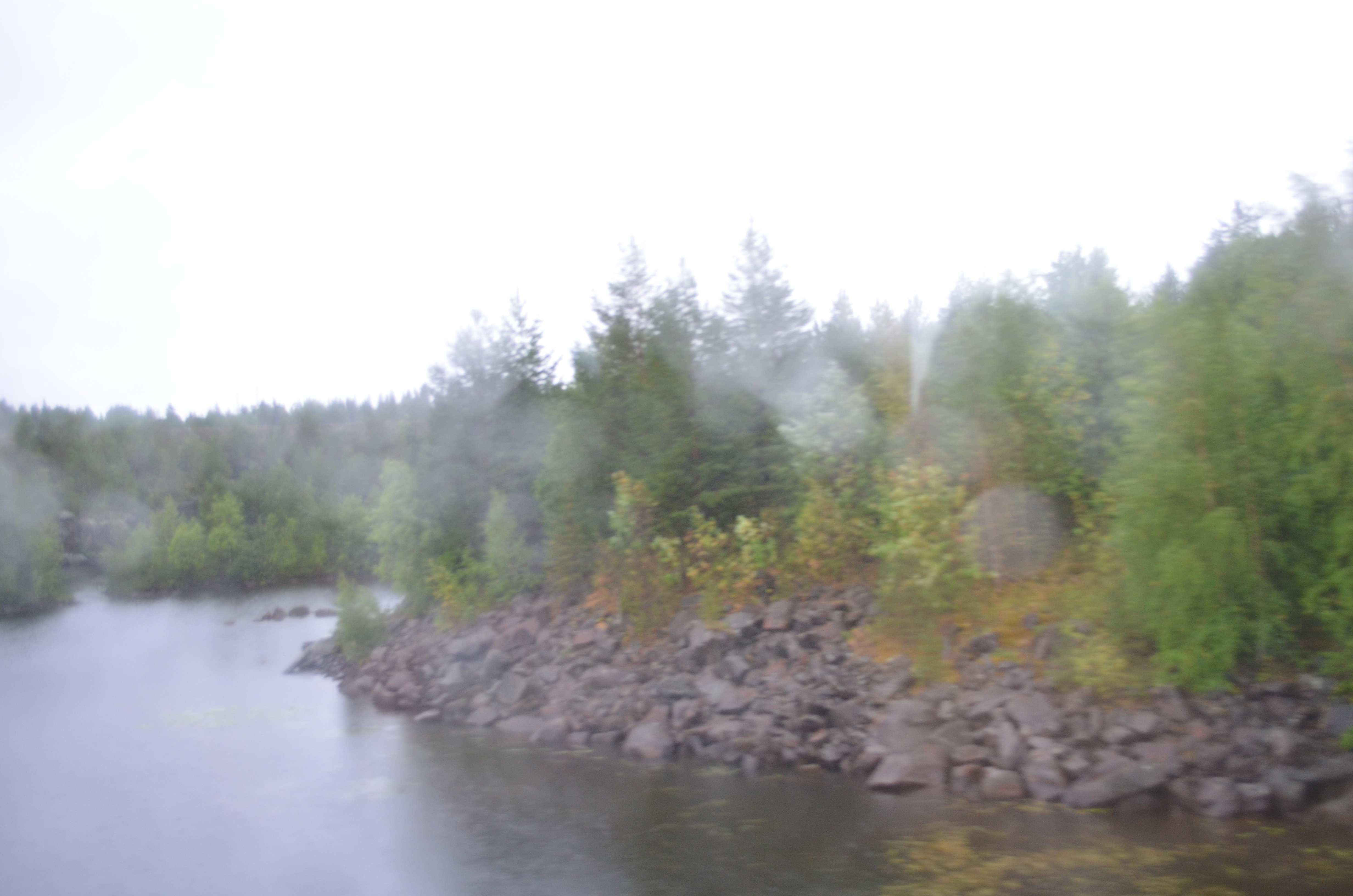
Береги річки
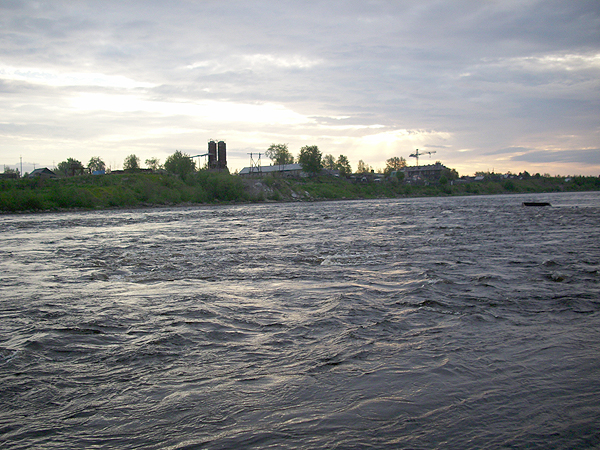
Річка Кем
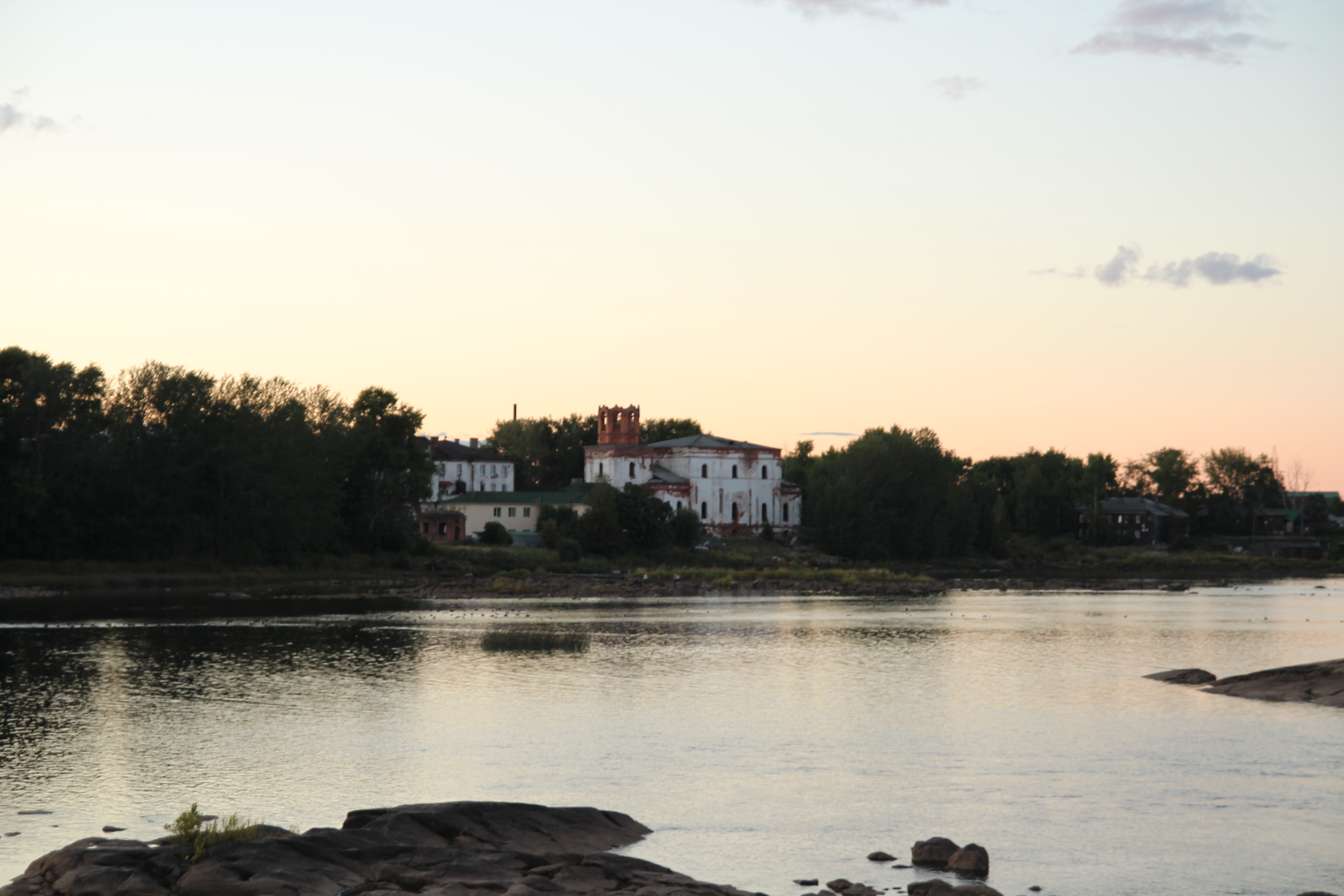
Вид на річку та Благовіщенський собор
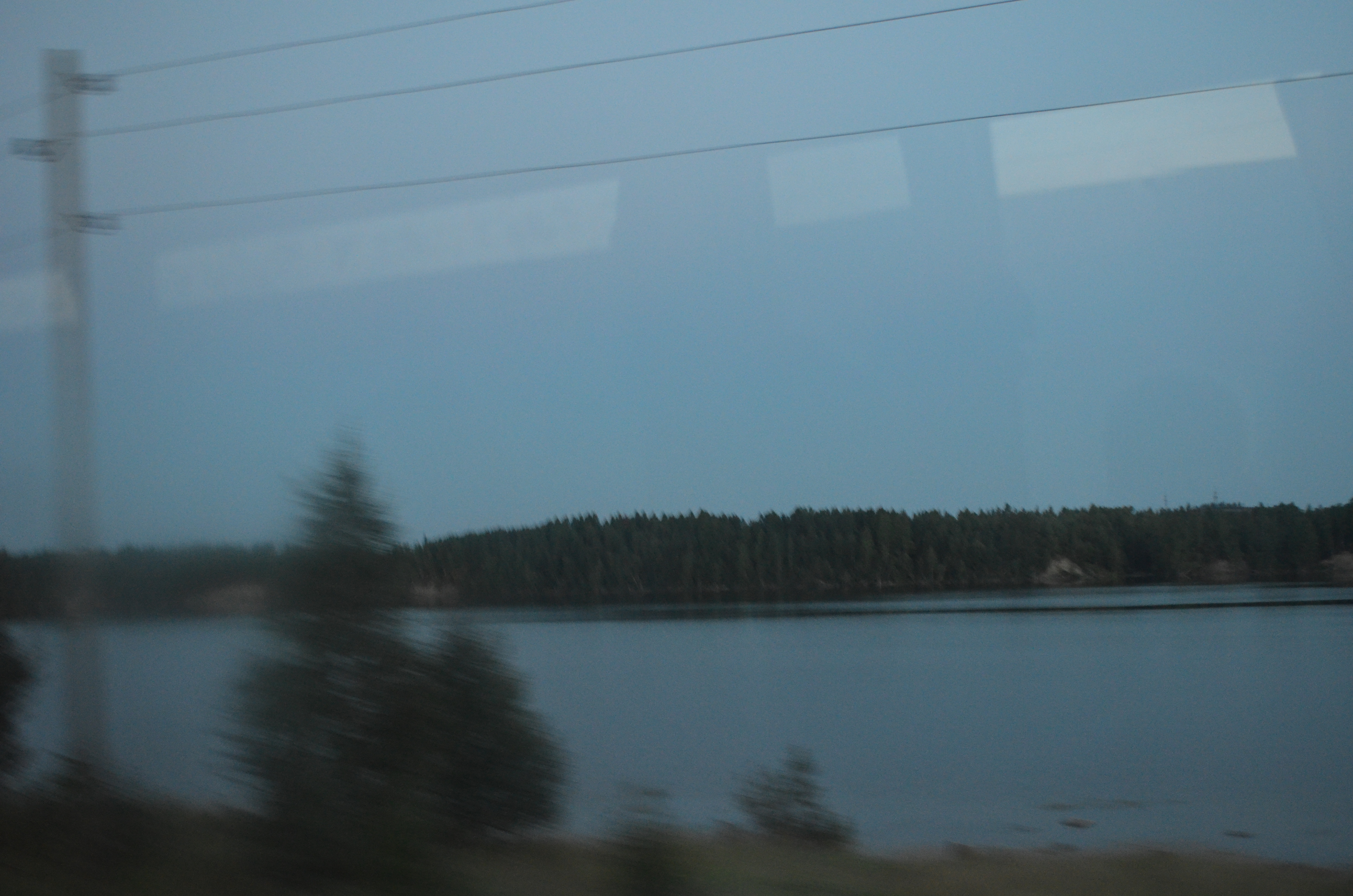
Річка неподалік від міста Кем
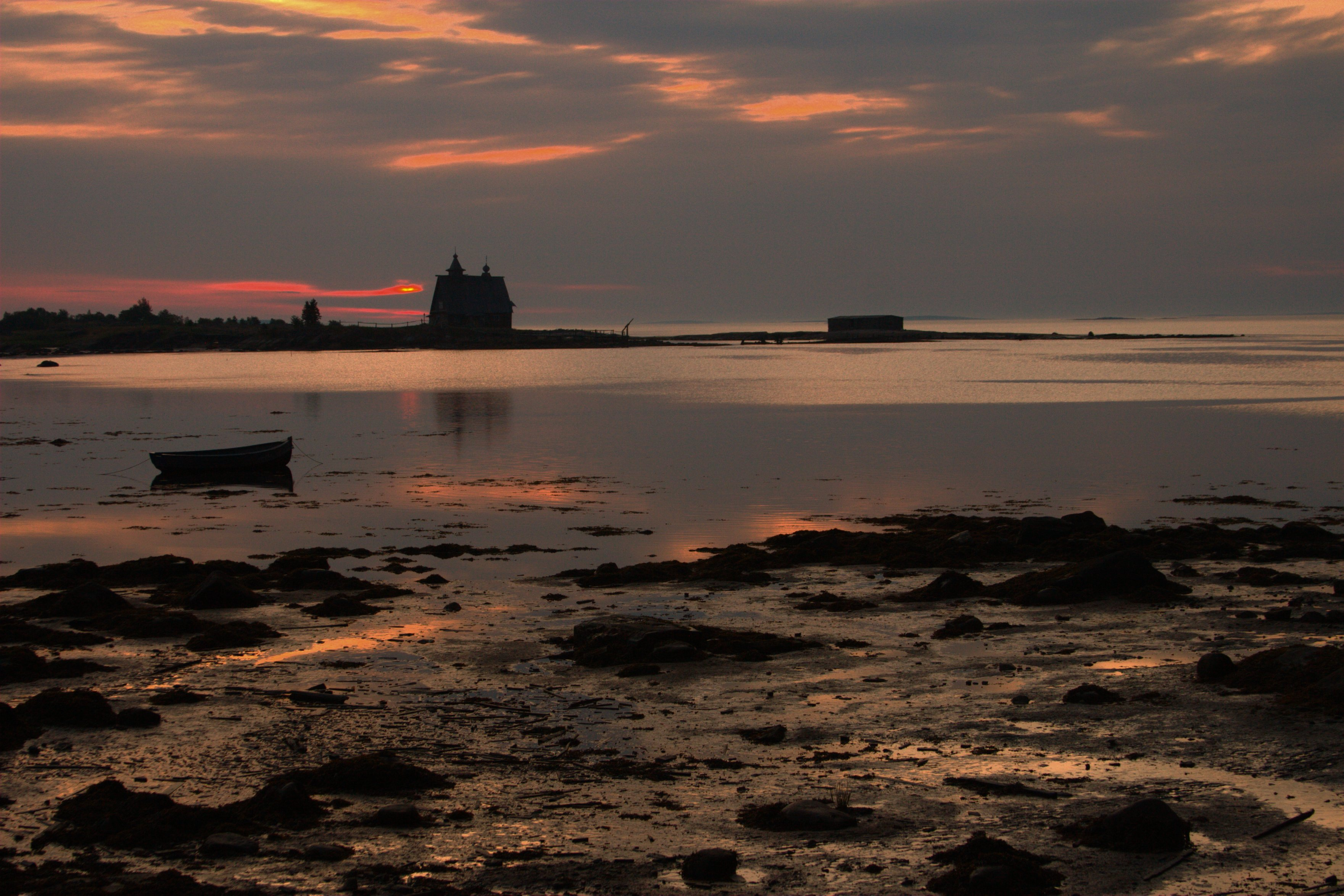
У гирлі річки Кем